# Strø Sogn
Strø Sogn er et sogn i Hillerød Provsti (Helsingør Stift).
I 1800-tallet var Strø Sogn et selvstændigt pastorat. Det hørte til Strø Herred i Frederiksborg Amt. Strø sognekommune blev ved kommunalreformen i 1970 indlemmet i Skævinge Kommune.
I Strø Sogn ligger Strø Kirke.
I sognet findes følgende autoriserede stednavne:
- Langelinie (bebyggelse)
- Sigerslevøster (bebyggelse, ejerlav)
- Skåret (bebyggelse)
- Strø (bebyggelse, ejerlav)
- Strø Enghave (bebyggelse)
- Strølille (bebyggelse, ejerlav)
- Strøvang (bebyggelse)